# بول كانتر
بول لورين كانتر (بالإنجليزية: Paul Kantner)‏‏ (17 مارس 1941 – 28 يناير 2016) هو مغني وكاتب أغاني وعازف غيتار أمريكي.

## البيوغرافيا
كما هو معروف فهو أحد مؤسسي مجموعة جيفي رسن، وفي وقت لاحق، جيفرسون ستار شيب.
من 1965 إلى 1972, جيفي رسن كانت رائدة من المشهد سايك يديلك روك ووضع ما يسمى «سان فرانسيسكو». الألبوم الثاني للفريق, surrealistic وسادتي، بلغت في عام 1967 في المرتبة 3 في بيل بورد 200 بفضل شهرة أغنية somebody to love. الفريق وقع على ثلاثة من أشهر مهرجانات روك أمري كيين الأعوام 1960: مونتيري في عام 1967 ثم وود ستوك وألتامونت في عام 1969. كان بول أيضا عضو مؤسس لفريق ثانوية، جيفرسون ستار شيب.
وقد مات متأثرا بجراح حيث أصيب بنوبة قلبية في 28 يناير 2016, في سن ال 74 عاما ً

## ديسكوغرافيا
- 1970: الضربات ضد الإ مبراطورية (مع مركبة الفضاء " جيفرسون)
- 1971: sunfighter (مع غريس (سليك))
- 1973: البارون فون مركز تحصيل الضرائب والكروم راهبة (مع غريس سليك وديفيد فراي برغ)
- 1983: كوكب الأ رض الروك أندرول أورك سترا

## وصلات خارجية
- بول كانتر على موقع IMDb (الإنجليزية)
- بول كانتر على موقع ميوزك برينز (الإنجليزية)
- بول كانتر على موقع رولينغ ستون (الإنجليزية)
- بول كانتر على موقع إن إن دي بي (الإنجليزية)
- بول كانتر على موقع أول ميوزيك (الإنجليزية)
- بول كانتر على موقع ديسكوغز (الإنجليزية)
- بول كانتر على موقع قاعدة بيانات الفيلم (الإنجليزية)

- الموقع الرسمي